# Hanno Pevkur
Hanno Pevkur, född 2 april 1977 i Iisaku i dåvarande Estniska SSR, är en estnisk liberal politiker och jurist. Han var Estlands socialminister i Andrus Ansips regering från 2009 till 2012, justitieminister från 2012 till 2014 och inrikesminister i Taavi Rõivas regering från 2014 till 2016. Han efterträdde Rõivas som partiledare för Estniska reformpartiet 7 januari 2017, och valdes i oktober 2017 även till att efterträda Rõivas på dennes följande post som vice talman för Riigikogu. Pevkur meddelade i december 2017 att han inte ställde upp för omval som partiledare 2018, och efterträddes istället i april samma år av Kaja Kallas.
Sedan 2022 är han Estlands försvarsminister som medlem av Kaja Kallas andra och tredje regeringar.